# Ploscuțeni
Ploscuțeni – wieś w Rumunii, w okręgu Vrancea, w gminie Ploscuțeni. W 2011 roku liczyła 2632
mieszkańców